# فورت والتون بیچ (فلوریدا)
فورت والتون بیچ (به انگلیسی: Fort Walton Beach) شهری در شهرستان اوکالوسا ایالت فلوریدا است که در سال ۱۹۴۱ بنیان‌گذاری شده‌است. این شهر طبق سرشماری سال ۲۰۱۰ میلادی، ۱۹٬۵۰۷ نفر جمعیت داشته و مساحت آن نیز ۲۱٫۳ کیلومتر مربع است.